# Теорема о бесконечных обезьянах

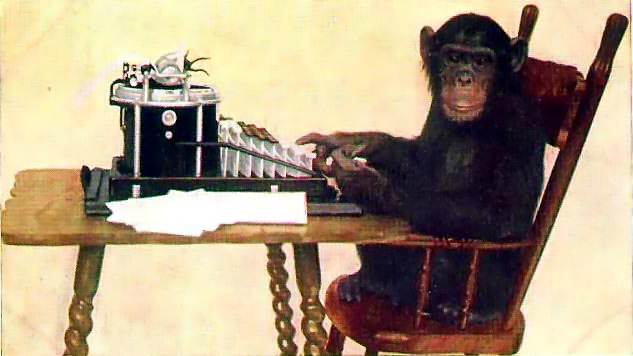
Абсолютно случайным образом ударяя по клавишам пишущей машинки, гипотетическая обезьяна рано или поздно напечатает одну из пьес Шекспира.

Теоре́ма о бесконе́чных обезья́нах (в одном из многочисленных вариантов формулировки) утверждает, что абстрактная обезьяна, ударяя случайным образом по клавишам пишущей машинки в течение неограниченно долгого времени, рано или поздно напечатает любой наперёд заданный текст.
Словосочетание «рано или поздно» с точки зрения теории вероятностей означает, что вероятность данного события стремится к единице при стремлении времени к бесконечности, под «обезьяной» подразумевается абстрактное устройство, порождающее случайную последовательность элементов используемого алфавита.
Теорема раскрывает неточности в интуитивном представлении о бесконечности как о большом, но ограниченном числе. Вероятность того, что обезьяна случайным образом напечатает такую сложную работу, как драма Шекспира «Гамлет», настолько мала, что это вряд ли произошло бы в течение срока, прошедшего с момента зарождения Вселенной. Однако в течение неограниченно длинного промежутка времени это событие непременно произойдёт (при условии, что обезьяна не умрёт от старости или голода, бумага и чернила не закончатся, а пишущая машинка не сломается).
Если перенести данные рассуждения в обозримый масштаб, то теорема будет утверждать, что если в течение продолжительного времени случайным образом стучать по клавиатуре, то среди набираемого текста будут возникать осмысленные слова, словосочетания и даже предложения. В некоторых формулировках теоремы одна обезьяна заменяется несколькими или даже бесконечным их числом, а текст варьируется от содержания целой библиотеки до отдельного предложения. Предыстория теоремы берёт своё начало с трудов Аристотеля («О возникновении и уничтожении») и Цицерона («О природе богов», «О дивинации»), связанные с ней идеи встречаются в работах Блеза Паскаля и произведениях Джонатана Свифта, а также некоторых наших современников. В начале XX в. Эмиль Борель и Артур Эддингтон использовали теорему для указания временных масштабов, в которых начинают действовать законы статистической механики.
Теорема в научно-популярном виде описывает некоторые аспекты теории вероятностей, её популярность в массах объясняется видимой парадоксальностью. Интерес к теореме, кроме этого, поддержан рядом её появлений в литературе, телевидении, радио, музыке и Интернете. В 2003 году эксперимент по проверке теоремы в полушутливой форме был проведён в реальности, в нём участвовало шесть макак. Однако их литературный вклад составил лишь пять страниц текста, содержащего по большей части букву S.

## Обоснование

### Теоретическое пояснение
Согласно теореме об умножении вероятностей, если два события статистически независимы, то есть результат одного события не влияет на результат другого, то вероятность наступления обоих событий вместе равняется произведению вероятностей этих событий. 
Предположим, что пишущая машинка имеет 50 клавиш, а слово, которое должно быть напечатано — «банан». Если ударять по клавишам случайным образом, вероятность того, что первым напечатанным символом будет буква «б», равна 1/50; такова же вероятность того, что вторым напечатанным символом будет «а», и так далее. Эти события независимы; таким образом, вероятность того, что первые пять букв составят слово «банан», равна (1/50)5. По той же причине вероятность того, что следующие 5 букв снова окажутся словом «банан», также равняется (1/50)5, и так далее.
Несложно вычислить вероятность того, что блок из 5 случайным образом напечатанных букв не окажется словом «банан». Она равна 1 − (1/50)5. Поскольку каждый блок печатается независимо, вероятность того, что ни один из первых n блоков по 5 букв не совпадает со словом «банан», равна:
{\displaystyle P=\left(1-{\frac {1}{50^{5}}}\right)^{n}.}
При увеличении n, как видно из формулы, P уменьшается.
| Число блоков текста, n              | Вероятность ненаписания слова «банан», P |
| ----------------------------------- | ---------------------------------------- |
| 1 000                               | 99,999%                                  |
| 1 000 000                           | 99,68%                                   |
| 100 000 000                         | 73%                                      |
| 1 000 000 000                       | 4%                                       |
| {\displaystyle \rightarrow \infty } | {\displaystyle \rightarrow 0}            |

Подобная формула применяется для любой другой строки символов конечной длины. Это показывает, почему среди бесконечно большого количества обезьян найдётся такая, которая точно воспроизведёт текст любой сложности (например, «Гамлет»). В рассмотренном примере в случае, если в эксперименте участвует миллиард обезьян, вероятность того, что ни одна из них, случайным образом нажав на пять клавиш пишущей машинки, не наберёт слово «банан», равна 4 %. В том случае, когда количество обезьян n стремится к бесконечности, значение P (вероятность того, что ни одна из n обезьян не смогла воспроизвести данный текст) стремится к нулю. Если заменить слово «банан» на текст «Гамлета», показатель степени увеличится с 5 до числа символов в этом тексте, но суть от этого не изменится.
Из приведённого доказательства и получаются исходные различные формулировки теоремы: «вероятность того, что бесконечное количество обезьян напечатают любой данный текст с первой попытки, равна 1» или «работающая бесконечно долго обезьяна-машинистка рано или поздно напечатает любой наперёд заданный текст конечной длины (например, текст этой статьи)». При доказательстве не было учтено, что слово «банан» может быть напечатано и между блоками случайно набранного текста, но, как легко видеть, это не сказывается на его корректности, поскольку здесь мы имеем дело с бесконечно большими величинами. Из-за этого же можно утверждать, кроме всего прочего, что за бесконечно большой промежуток времени абстрактная обезьяна не просто напечатает полное собрание сочинений Шекспира, но и сделает это бесконечное число раз.

### Реальная вероятность
Игнорируя знаки препинания, пробелы и различия между заглавными и строчными буквами, у обезьян, случайным образом ударяющих по клавишам английской пишущей машинки и пытающихся набрать оригинальный текст «Гамлета», имеется в распоряжении 26 английских букв. Вероятность набрать верно первые две буквы текста равна 1/676 = 1/26·1/26. Поскольку вероятность падает экспоненциально, шанс верно набрать первые 20 букв текста выпадет один раз из 2620 = 19 928 148 895 209 409 152 340 197 376 (около 2·1028). Вероятность же случайного набора всего текста знаменитого произведения, за неимением более подходящего определения, астрономически мала. Текст Гамлета содержит 132 680 букв. Соответственно, она равна 1/(3,4·10183 946).
Подсчитано, что даже в том случае, если вся обозримая часть Вселенной была бы заполнена обезьянами, печатающими на протяжении всего времени её существования, вероятность набора ими одного-единственного экземпляра книги составляет тем не менее лишь величину 1/10183 800. По словам Киттела и Крёмера, «эта вероятность в любом практическом смысле равна нулю». Однако утверждение теоремы о том, что такое событие возможно в случае бесконечного числа обезьян, «создаёт иллюзию, что оно произойдёт, если за пишущие машинки посадить очень-очень много обезьян». Эта фраза принадлежит авторам книги о термодинамике. Именно статистические основы термодинамики впервые привлекли внимание широкого круга людей к содержанию данной теоремы.
Тем не менее существует мнение, что подобная ситуация уже могла реализоваться в природе, причём бесконечное число раз. Рассматривая абстрактную ситуацию, которая могла бы реализоваться в ньютоновской модели бесконечной Вселенной, где бесконечность отождествляется с безграничностью, а время рассматривается как бесконечно протяжённое, авторы утверждают, что в таком неограниченном объёме возникает возможность для реализации абсолютно всего, что только может быть реализовано, может произойти любое событие, и не один раз, а бесконечное число раз:

Другие формы жизни могли бы дублировать нашу, как и любые другие, снова и снова во всевозможных вариантах, причём каждая отдельная возможность повторялась бы бессчётное число раз. Существовали бы всевозможные версии того, что вы сейчас читаете, на всех человеческих (и не человеческих) языках, и каждая возможность реализовалась бы не в одном месте или нескольких местах, а в бесконечном числе мест.

Кроме того, не стоит игнорировать требование к статистической независимости нажатий клавиш между собой.

## История

### Статистическая механика
Одна из форм, в которой теория вероятностей сейчас знает эту теорему, появилась в статье Эмиля Бореля «Статистическая механика и необратимость» и в его книге «Случай» в 1914 году. Его «обезьяны» рассматривались как абстрактные генераторы случайных последовательностей букв. Борель указывал на то, что даже если миллион обезьян будут печатать по десять часов в день, крайне маловероятно, что они напечатают текст, полностью совпадающий по содержанию со всеми книгами всех библиотек мира. И всё же вероятность наступления этого события больше, чем вероятность того, что законы статистической механики нарушатся даже незначительно.
Физик Артур Эддингтон проиллюстрировал эту идею более наглядно. В книге «Природа физического мира» (1928) он писал:

Если я позволю своим пальцам праздно блуждать по клавишам пишущей машинки, может случиться, что у меня получится напечатать какое-нибудь осмысленное предложение. Если армия обезьян будет бить по клавишам пишущих машинок, они могут напечатать все книги Британского музея. Шанс, что они сделают это, определённо больше, чем вероятность того, что все молекулы соберутся в одной половине сосуда.

Эти иллюстрации приглашают читателя осознать, насколько ничтожно мала вероятность того, что много, но не бесконечно много обезьян за большой, но не бесконечный промежуток времени напечатают какую-нибудь стоящую работу, и сравнить это с ещё меньшей вероятностью некоторых физических событий. Любой физический процесс, который ещё менее вероятен, чем успех этих обезьян, может, в сущности, считаться невозможным.

### Ненаучное происхождение
В романе Джонатана Свифта «Путешествия Гулливера» описывается изобретатель, член «Академии прожектёров» в Лагадо, который построил машину, выдающую случайные сочетания всех существующих слов. Осмысленные предложения записывались, чтобы впоследствии быть включёнными в «полный компендий всех наук и искусств».
В «Кибериаде» Станислава Лема герои создали демона второго рода, который обрабатывал тексты, полученные из хаотического движения атомов газа, и отбирал из них истинные.
В своем эссе «Всемирная библиотека» аргентинский писатель Хорхе Луис Борхес проследил историю теоремы о бесконечных обезьянах со времен Аристотеля и его знаменитой «Метафизики». Объясняя взгляд Левкиппа, который считал, что окружающий мир есть случайная комбинация атомов, Аристотель подчёркивает, что атомы сами по себе гомогенны, а их возможные измерения разнятся только по форме, положению и состоянию. В своём сочинении «О создании и уничтожении» в подтверждение сказанного греческий философ сравнивает трагедию и комедию, состоящие по сути из одних и тех же атомов — букв алфавита. Спустя три столетия Цицерон критикует атомизм в своей работе «О природе богов»:

Не понимаю, почему бы человеку, который считает, что так могло произойти, не поверить также, что если изготовить из золота или из какого-нибудь другого материала в огромном количестве все двадцать одну буквы, а затем бросить эти буквы на землю, то из них сразу получатся «Анналы» Энния, так что их можно будет тут же и прочитать. Вряд ли по случайности может таким образом получиться даже одна строка.

В своём эссе Борхес приводит аргументы Блеза Паскаля и Джонатана Свифта. По его словам, к 1939 году содержание теоремы оформилось в виде следующей идиомы: «Полдюжины обезьян с пишущими машинками за небольшое количество вечностей напечатают все книги Британского музея». Борхес от себя добавил, что, «строго говоря, одной бессмертной обезьяны было бы достаточно». Свою концепцию автор перенёс в один из коротких рассказов «Вавилонская библиотека», весьма популярный в своё время среди читателей. В нём он описал невообразимо объёмную библиотеку, состоящую из шестиугольных залов, в которых хранятся книги со всевозможными случайными сочетаниями букв алфавита и некоторых знаков препинания:

…библиотека всеобъемлюща. На её полках можно найти всё: подробнейшую историю будущего, автобиографии архангелов, верный каталог Библиотеки, тысячи и тысячи фальшивых каталогов, доказательство фальшивости верного каталога, гностическое Евангелие Василида, комментарий к этому Евангелию, комментарий к комментарию этого Евангелия, правдивый рассказ о твоей собственной смерти, перевод каждой книги на все языки… Тысячи жаждущих покинули родные шестигранники и устремились вверх по лестницам, гонимые напрасным желанием найти своё оправдание… Действительно, Оправдания существуют (мне довелось увидеть два, относившихся к людям будущего, возможно не вымышленным), но те, кто пустился на поиски, забыли, что для человека вероятность найти своё Оправдание или какой-то его искажённый вариант равна нулю.

## Эволюция и креационизм
Эта теорема часто используется как аргумент креационистов, который, по их мнению, доказывает невозможность самопроизвольного зарождения жизни. Они утверждают, что так как наша Вселенная имеет ограниченный возраст, а простейшие формы жизни неизмеримо сложнее, чем драма Шекспира, то вероятность этого события практически равна нулю.
Следует заметить, что утверждение теоремы о бесконечных обезьянах состоит в том, что некое редкое событие рано или поздно произойдёт. Таким образом, обосновывать ею обратное утверждение — о невозможности данного редкого события — вообще говоря, некорректно, и в рассуждениях креационистов ссылки на неё используются, главным образом, как полемический приём.
Ричард Докинз в своей книге «Слепой часовщик» отмечает, что все подобные расчёты не учитывают аккумулирующую роль естественного отбора. Чтобы продемонстрировать способность естественного отбора создавать биологическую сложность из случайных мутаций, он создал компьютерную программу Weasel program. Эта программа воспроизводит фразу Гамлета «METHINKS IT IS LIKE A WEASEL» («Оно похоже на ласку»), начиная со случайного набора букв, «порождая» следующее поколение со случайными «мутациями» и выбирая совпадения, близкие к искомой фразе. Хотя вероятность получить нужную фразу на одном шаге является очень низкой, тем не менее Докинз показал, что программа, используя аккумулирующий отбор, быстро (примерно за 40 поколений) приходит к искомой фразе. Однако как отмечает Докинз, Weasel program — не точная аналогия эволюции, поскольку естественный отбор, в отличие от этой программы, не имеет некоей отдалённой цели. Вместо этого она предназначена для того, чтобы показать разницу между неслучайным аккумулирующим отбором и случайным однократным выбором.

## Отражение в массовой культуре
Теорема о бесконечных обезьянах и её клоны, считающиеся популярной иллюстрацией математической вероятности, широко известны большинству людей чаще из популярной культуры, нежели из уроков математики.
В фильме «Трасса 60» есть фраза:
Есть теория, что Вселенная и время бесконечны, значит, случиться может всё что угодно, то есть любое событие неизбежно, иначе оно бы не случилось!
Теорема впервые была популяризована астрономом Артуром Стэнли Эддингтоном. Она стала частью идиоматических выражений благодаря юмористическому научно-фантастическому рассказу «Несгибаемая логика» (Inflexible Logic) Рассела Мэлони (Russell Maloney), где обезьяны вопреки здравому смыслу безошибочно печатали одну книгу за другой.
Также теорема упоминалась в «Автостопом по галактике» Дугласа Адамса:

— Форд! — выговорил он, — там, снаружи, бесконечно много обезьян.
И они хотят обсудить с нами «Гамлета», который у них получился.
— Дуглас Адамс, «Автостопом по галактике»
Британское рекламное агентство сняло рекламный ролик, содержащий аллюзию на теорему о бесконечных обезьянах. В этом ролике ставится «эксперимент»: в помещении размещены десятки кофемашин и обезьян, в данном сюжете обезьяны не смогли сварить кофе, так как, по мнению авторов ролика, приготовление кофе является искусством.
Тема была также отражена в мультсериале Cartoon Network «I am Weasel» в 23-м эпизоде 5-го сезона «A Troo Storee». Теория о возможности написания книги случайно бьющими по клавишам обезьянами заявляется одним из главных героев сериала Я. Горностаем, однако эксперимент по проверке теории едва не срывается из-за саботажа большинством обезьян, за исключением второго главного героя сериала Бабуина. Качество результата, впрочем, оказывается весьма далёким от Шекспира.
В 17-м эпизоде 4-го сезона мультсериала «Симпсоны» был показан подвал мистера Бёрнса, в котором большое количество обезьян, сидя за печатными машинками, печатали текст.
1 апреля 2000 года было опубликовано шуточное рабочее предложение (RFC, серия де-факто стандартов Интернета) о регламентации работы коллектива бесконечного числа обезьян (см. Первоапрельские RFC).